# GMA News TV (chaîne de télévision internationale)
GMA News TV (anciennement GMA News TV International) est une chaîne de télévision d'information internationale en langue philippine appartenant à GMA Network, Inc. C'est la troisième chaîne internationale de GMA Network après GMA Pinoy TV et GMA Life TV.

Logo utilisé de 2011 à 2021.